# Pusa hispida saimensis
La foca anillada de Saimaa (Pusa saimensis, anteriormente Pusa hispida saimensis y antes de esa Phoca hispida saimensis) es una especie de foca, que se encuentra solamente en Finlandia, en la cuenca del Lago Saimaa. Es un relicto, que quedó aislado en Saimaa luego de la elevación del terreno que siguió a la última glaciación, alrededor de 8000 años atrás. Esta subespecie se ha adaptado a vivir en el agua dulce y es el único mamífero endémico conocido de Finlandia.
La foca anillada Saimaa mide entre 130 y 145 cm de largo y pesa entre 50 y 90 kg, al alcanzar la edad adulta. Los individuos adultos tienen pelaje gris oscuro con manchas anulares más claras. Los cachorros son, a diferencia de otras especies de focas, grises. La mayor diferencia entre la foca anillada de Saimaa y las otras subespecies es la forma de la cabeza: la foca de Saimaa tiene el cráneo relativamente más grande y el hocico más corto.
La foca de Saimaa se ha adaptado muy bien a la vida acuática, y en tierra solo hace cortas visitas. Se mantiene fiel a un lugar, aunque en investigaciones se ha observado también extensos desplazamientos. En invierno escarban huecos para respirar en el hielo que cubre al lago. Luego de la época de congelación del lago, se sube a las rocas de las orillas durante el período de muda de pelaje. Su alimentación se basa en cardúmenes de pequeños peces, el 90 por ciento de su dieta consiste de percas, rútilos, corégonos, eperlanos y acerinas. La foca de Saimaa llega a su madurez sexual entre los 4 a 7 años de edad, y el período de celo es de primavera a invierno. Las hembras dan a luz a un solo cachorro entre febrero y marzo, dentro una madriguera excavada en la nieve sobre el hielo, la cual ofrece protección y refugio al recién nacido. El destete del cachorro se da entre los 2 a 2,5 meses de edad.
Esta subespecie está muy amenazada. Para el año 2018, se estimó que su población es de unos 370 a 380 individuos. Aunque su número está creciendo, la cantidad es tan pequeña, que fluctuaciones aleatorias podrían colapsar su población. Actualmente, la foca de Saimaa está protegida, pero su caza fue recompensada hasta 1940. Incluso después se la seguía considerando un animal dañino, hasta que el cambio de actitud en los años setenta y ochenta elevó su número. Esto también fue influenciado por la canción de Juha Vainio "Vanhojapoikia viiksekkäitä" (que podría traducirse como "Solterones con bigotes"). Desde entonces, la foca anillada de Saimaa se ha convertido en un símbolo de la conservación de la naturaleza en Finlandia y un símbolo de la Asociación Finlandesa para la Conservación de la Naturaleza.

## Taxonomía y divergencia
La foca de Saimaa es una subespecie de pinnípedo perteneciente a la especie Foca Anillada (Pusa hispida). Las focas anilladas se han dividido por lo menos en cinco subespecies. La especie P. h. hispida, que habitaba el Océano Ártico, fue separada luego de la última glaciación en la foca anillada de Saimaa (P. h. saimensis) junto con la foca anillada del Mar Báltico (P. h. botnica) y la foca anillada del Lago Ládoga (P. h. ladogensis).
La foca de Saimaa ha permanecido aislada desde hace unos 8000 años, cuando los lagos interiores de Finlandia perdieron su conexión con el mar Báltico. Anteriormente, el lago Saimaa era mucho más extenso que en la actualidad, y comprehendía, entre otros, a los lagos Kallavesi y Päijänne. Debido a que el nivel del agua se elevó abruptamente hace unos 5.000 años, el lago Saimaa se contrajo a su tamaño actual. En ese momento, habría sido factible que vivieran en Saimaa una población de entre 2000 y 6000 focas.
En agua dulce, esta población de focas ha tenido que adaptarse fuertemente a su nuevo entorno, y durante su aislamiento ha evolucionado morfológica, ecológica y genéticamente en su propia subclase. Dado que en la vida marítima, las focas hacían sus nidos en los bloques de hielo, y en el lago de Saimaa difícilmente se formaban bloques de hielo, los mejores adaptados en el nuevo entorno, fueron los especímenes que sabían cómo hacer su nido en la orilla del mar. Además, los hábitos alimenticios de estas focas tuvieron que cambiar porque los mariscos y los peces de agua salada ya no estaban disponibles.Kunnasranta et al., 1999

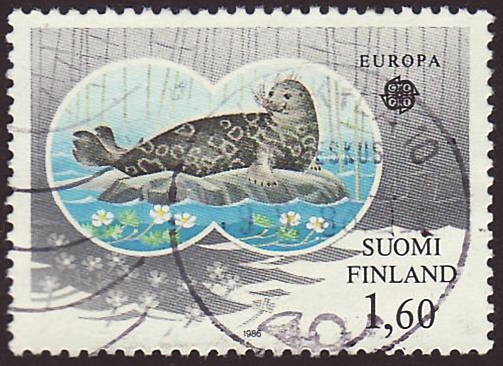
Estampilla, Finlandia 1986

## Apariencia y tamaño
Para un individuo adulto, la longitud del cuerpo es de 130 a 145 cm y pesa entre 50 y 90 kg. Los pelos son cortos y ásperos. Al igual que ocurre con muchas otras focas, no poseen folículos pilosos, por lo que el pelaje se ajusta directamente a la piel, lo cual ayuda a moverse sobre el hielo. Aunque el pelaje es denso, no tiene ningún efecto sobre la regulación térmica del individuo adulto. La foca de Saimaa intercambia su pelaje una vez al año. El color base del pelaje de una foca de Saimaa adulto, es de color gris oscuro y se distingue claramente patrones de anillos individuales, de color más claro. Las crías de la foca de Saimaa son grises, mientras que las crías de la foca anillada del Báltico son de color blanco crema y las crías de la foca anillada de Ládoga son oscuras.
Las subespecies de focas anilladas se distinguen mejor entre sí por las proporciones del cráneo. La foca de Saimaa tiene el cráneo relativamente grande y el hocico corto. También tiene cerebros más grande que la foca del Báltico, lo que probablemente sea el resultado de las condiciones fangosas y exigentes del lago. El cerebro de la foca de Saimaa pesa alrededor de 200 g y representa el 0,35 por ciento del peso corporal total. Mientras que en la foca del Mar Báltico, la proporción de cerebro es 0,26 %.

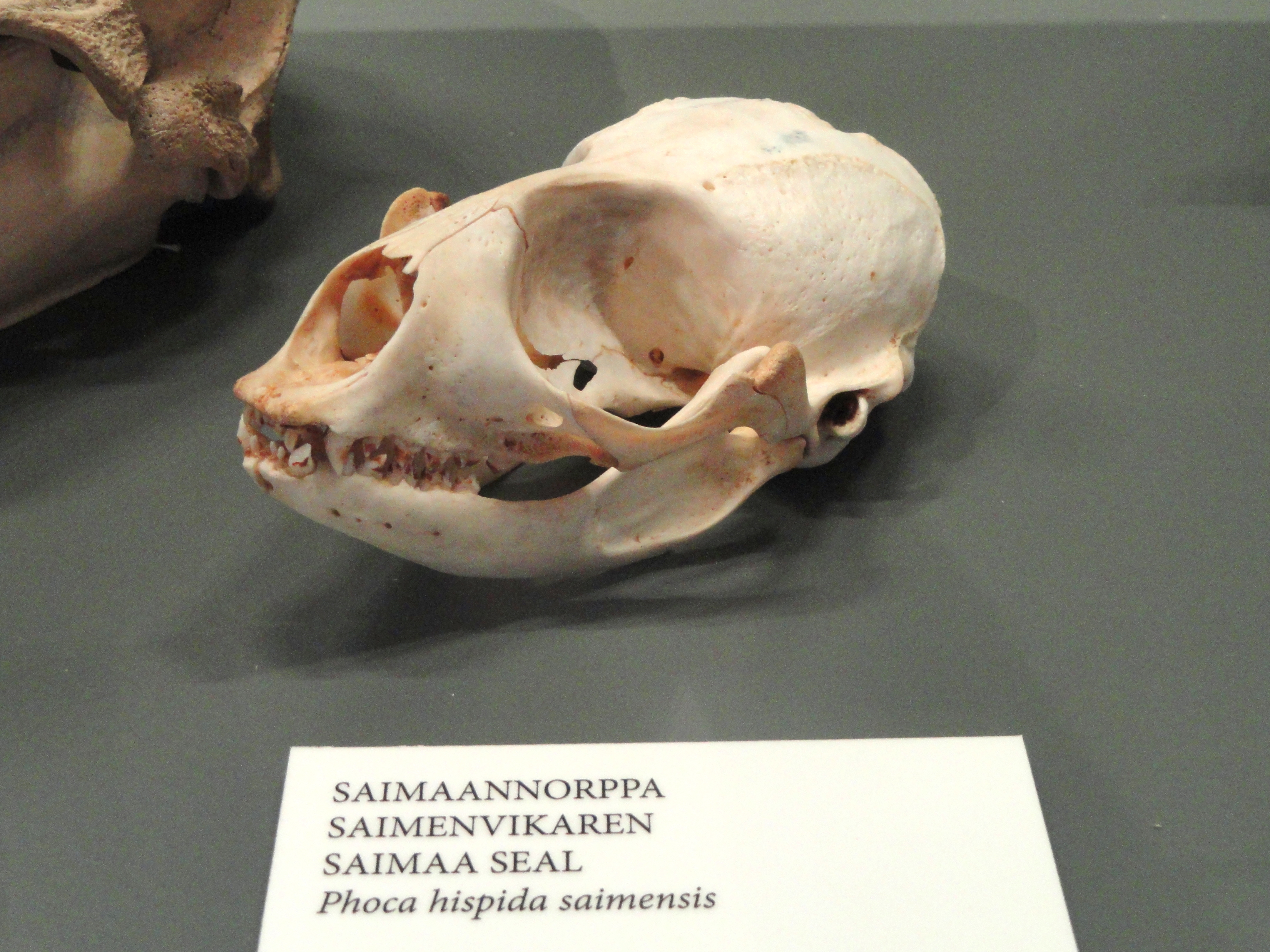
Cráneo Pusa hispida saimensis - Museo de Historia Natural de Finlandia

Las características sexuales externas de las focas de Saimaa no se distinguen muy bien. Los testículos del macho se encuentran dentro de la grasa corporal y el pene está en general retraído dentro de un pliegue cutáneo. El báculo está especializado en dos niveles y típicamente mide 12 cm de largo. La hembra tiene dos mamas, que están ubicadas dentro de una cavidad de la grasa corporal.
Como en muchas otras focas, la foca de Saimaa tiene una dentadura simplificada. La foca de Saimaa usa sus dientes, principalmente, para atrapar y tragar sus presas. Se traga su captura entera por lo que no tiene dientes caninos desarrollados ni molares adecuados para moler alimentos. En su lugar, tiene pequeños dientes delanteros y caninos. El mapa de dientes de la foca de Saimaa es: 3/2, 1/1, 5/5 = 34.

## Distribución
La foca de Saimaa solo se encuentra en el Lago Saimaa. En la temporada de aguas sin hielo, se la puede ver de forma casual, prácticamente en toda la extensión del lago. La distribución se enfatiza en las costas de la parte central de Saimaa. Las focas se desplazan en las diferentes temporadas de desove en el año, siguiendo a los peces de tamaño pequeño que se mueven en cardúmenes. El Lago Saimaa constituye un pequeño e intrincado hábitat, mientras que las focas anilladas que habitan en regiones marítimas del Ártico se desplazan, en su mayoría, sobre regiones de miles de kilómetros cuadrados.
Las áreas de cría se encuentran sobre las costas del lago e islas de las regiones: Pyhäselkä, Haukivesi, Pihlajavesi y la Zona Sur de Saimaa.

## Hábitos de vida

#### Comportamiento
La foca de Saimaa se ha adaptado bien a la vida acuática y puede pasar alrededor del 80% de su tiempo en el agua. Sale a tierra solo de visita, y aunque sobre la tierra parezca perezosa, en el agua es ágil y veloz. Las inmersiones pueden durar hasta 25 minutos, pero generalmente duran unos pocos minutos y se extienden a unos diez metros de profundidad. Las inmersiones se pueden dividir en: viajes, depredación e inmersiones de buceo. Al hacer un viaje, la foca hará inmersiones cortas y superficiales, avanzando casi medio a un metro por segundo. Las inmersiones de depredación duran un poco más, y durante ese período la foca hará movimientos de zigzagueo por el fondo. Las inmersiones que duran hasta 20 minutos en la madrugada se han interpretado como carreras de sueño o reposo.
Son leales a un mismo lugar, ya que en los estudios de seguimiento, los mismos individuos se han encontrado en las mismas áreas después de varios años. Individuos viejos se encuentran, entre otros, tras varios años en las mismas orillas durante la muda de pelaje y pescando en las aguas cercanas. Seguimientos a través de radiotransmisores, realizados en la década del 2000 por la Universidad de Finlandia Oriental han, sin embargo, observado movimientos bastante extensos. Además, en estas investigaciones, se han observado señales de cambios de lugares realizados según los diferentes años.
En el invierno, la foca de Saimaa debe hacer agujeros para respirar en la superficie congelada del lago, los cuales escarban con las uñas de las aletas delanteras. Las focas anilladas del Mar Ártico pueden escarbar agujeros inclusive en el hielo de 2 metros de grosor, pero los agujeros escarbados por la foca de Saimaa, en general, tienen una profundidad de medio metro en el hielo. La foca de Saimaa hace los primeros agujeros para respirar en el hielo fino de otoño y también nuevos agujeros aún en invierno. El radio de movimiento de la foca en invierno es más limitado que en verano.
Los hielos se derriten en Saimaa a más tardar en mayo. Un par de semanas luego del derretimiento de los hielos, las focas de Saimaa se suben sobre las rocas de las orillas para el período de muda de pelaje. Entre mayo y junio, ellas pasan mucho tiempo sobre las rocas y comen muy poco. El crecimiento del nuevo pelaje requiere que la superficie de la piel se caliente con el sol.
Las focas de Saimaa no viven, en general, en grupos tan densos como otras focas, pero durante la temporada de muda de pelaje, ellas también pueden encontrarse en pequeños grupos. En el año 2016, se han reportado en varias ocasiones, grupos de 4 a 5 individuos. Las focas son animales gregarios, por ejemplo, las focas de Ládoga, que son más comunes que las de Saimaa, viven en grupos de 20 a 30 individuos. La formación de grupos de focas de Saimaa es un resultado del crecimiento de su población.

#### Reproducción
Las focas de Saimaa llegan a su madurez sexual entre los 4 a 7 años de edad. Las hembras antes que los machos. El período de celo se da a finales del invierno. Las focas se aparean un par de semanas después del último parto, y el celo de las hembras sucede durante el período de lactancia. El apareamiento de la foca de Saimaa no está documentado, pero se supone que ocurre en el agua. Las focas de Saimaa pueden ser fieles a una pareja, ya que muchas parejas se han encontrado durante muchos años cerca de sus madrigueras familiares. Sin embargo, no hay información confiable sobre fidelidad. La foca de Saimaa no forma, como es típico de muchas otras focas, harenes.
El desarrollo del embrión de las focas de Saimaa es retardado, pues el desarrollo del embrión se detiene luego de la fertilización y no continúa hasta el final del verano. El nacimiento ocurre así en la temporada de mayor cobertura de nieve en el invierno.
En un desarrollo embrionario retrasado, el saco embrionario desarrollado a partir de un óvulo fertilizado, no se adhiere inmediatamente a la pared uterina. Durante los primeros meses, flota suelto en el útero y no crece. El embrión se adhiere al útero después de tres meses y medio.
La hembra da a luz a un solo cachorro. Los gemelos son extremadamente raros. Los nacimientos ocurren de febrero a marzo cuando los montículos de nieve a orillas del lago de Saimaa son más gruesos. Aproximadamente, el 70% de las hembras maduras dan a luz anualmente. Casi el 13% de los cachorros nacen muertos o mueren en las primeras dos semanas. Incluso en la década de 1980, la mortalidad de los cachorros era tan alta como 30 %.
El recién nacido se refugia bajo el hielo en un nido excavado en la nieve por su progenitora. Como lugar de anidación, la foca de Saimaa elige las costas rocosas o pedregosas orientales o nórdicas de una isla, donde la nieve permanece en la primavera por más tiempo. Además de la capa de nieve adecuada, debe haber suficiente agua profunda y un perfil de playa bastante empinado en el lugar de anidación. La madre suele también tener listo un nido de reemplazo donde puede retirarse con su cría si algo le sucede al nido original. Los machos y las hembras no procreadoras también excavan nidos donde pueden descansar. Los lugares de anidación de las crías de las focas de Saimaa están casi en el mismo lugar todos los años. La construcción del nido comienza con la expansión del orificio de respiración debajo de la cubierta de nieve como un camino. Su diámetro será de aproximadamente 40 centímetros. A partir de ahí, la foca continúa excavando la cavidad en la nieve. La foca cava el techo con sus aletas principales. La altura interna de la cavidad suele ser de más de medio metro. El nido no se ve desde afuera ya que está excavado desde abajo, y no hay agujeros al aire libre. La ubicación del nido, generalmente, se revela solo en la primavera cuando el techo se hunde o colapsa totalmente.
El nido brinda protección a la cría, que es el cachorro de foca más pequeño. Sin la protección del nido el recién nacido estaría expuesto a las heladas y a los depredadores. El aislamiento térmico de la cría se basa en el pelaje, ya que la capa de grasa todavía es muy delgada. Debajo del cuero hay aún grasa marrón originada en el período de feto. La capa de grasa subcutánea real comienza a crecer solo a través de la energía de la lactancia. El pelaje de cachorro es un mal aislante de la humedad, pero la capa de grasa crece rápidamente.
La madre amamanta a su hijo con leche que contiene 40% de grasa. El peso del recién nacido es de aproximadamente cinco libras y para fines de abril se ha cuadruplicado. La madre amamanta en las primeras etapas a su cría dentro en el nido, pero a finales de la primavera la lactancia materna tiene lugar en el hielo. En total, el período de lactancia es de unas 7 a 9 semanas. La cría bebe por día aproximadamente 1,1 litros de leche y engorda unos 350 gramos. La madre pierde peso durante la lactancia, y para primavera pueden notarse los huesos de la pelvis bajo la piel. La cría se desteta entre los 2 y 2,5 meses de edad y pesa más de 20 kilogramos.

#### Alimentación
La foca de Saimaa se alimenta de pequeños peces que se mueven en cardúmenes. Su dieta consiste en un 90 % de percas (Perca fluviatilis), rútilos (Rutilus rutilus), corégonos (Coregonus lavaretus) , eperlanos (Osmerus eperlanus) y acerinas (Gymnocephalus cernuus). Otras de sus presas son espinosos (Pungitius pungitius), alburnos (Alburnus alburnus), lotas (Lota lota) y crías de otros peces de mayor tamaño. En Saimaa no son abundantes los crustáceos y aunque en el mar las focas anilladas se alimentan de camarones, estos están ausentes en la dieta de las focas de Saimaa.
La foca de Saimaa come por día más de 2 kilogramos de peces. En los otoños, cuando está haciendo crecer su capa de grasa subcutánea, llega a comer hasta 3 o 4 kilogramos por día. Al año, come más de 1000 kilogramos de peces. Sin embargo, durante la temporada de muda de pelaje, en primavera, la foca de Saimaa ayuna. La razón de esto no se conoce con seguridad, pero podría estar relacionado con la disminución de su gruesa y caliente capa de grasa o la aceleración del cambio de pelaje.
El buceo de la foca de Saimaa está relacionado mayormente a la pesca de su alimento. Sus dientes se han adaptado a atrapar las presas y se traga su presa entera. La disponibilidad de peces tiene un impacto pequeño en su desplazamiento, pero la alimentación no escasea. La foca de Saimaa puede alimentarse de muchas especies diferentes, con lo cual, cuando una especie disminuye, se alimenta de otra. La cantidad de peces disponibles en el Lago Saimaa podría alimentar a una población mayor de focas anilladas de la actual. La especie sabe también aprovecharse de los elementos de pesca humanos, y a veces, se come los peces de las redes y trampas de pescas, lo cual es peligroso, pues muchas veces las focas quedan atrapadas.

## Tamaño de la población
Se ha estimado que, en su mayor número, la población de focas de Saimaa fue de varios miles de individuos. Aún a principios del siglo XX la población de focas pudo haber sido de miles de individuos. En el año 2018, se ha estimado que la población es de entre 370 a 380 individuos, de los cuales entre 155 y 220 animales son reproductivos La población está creciendo  lentamente  desde la década de 1980, cuando solamente había 120-150 focas. Las focas de Saimaa son, sin embargo, tan escasas que hechos aleatorios, como epidemias, podrían llevar a la subespecie hasta la extinción.  En el año 2016, según el libro rojo de la naturaleza en Finlandia, la foca de Saimaa pasó de ser una especie extremamente amenazada a una especie muy amenazada. Las estrategias de protección de la foca de Saimaa han fijado como objetivo que para el 2025, la población llegue a ser de 400 individuos, número para el cual la subespecie dejaría de estar amenazada de extinción inmediata.
La población se ha concentrado al sur y norte de Savonlinna, donde se ha fortalecido. La mayor población se encuentra sobre Pihlajavesi y Haukivesi, en la región del parque nacional Linnansaari. La zona norte de Saimaa fue en su momento una región de fuerte población, pero las focas han desaparecido luego de que los individuos más viejos murieron. La población de la zona sur de Saimaa sufrió, probablemente hasta la década de 1980, las más altas concentraciones de contaminantes, provenientes de la industria local. A principios de 1990, la población más grande estaba en Kolovesi, donde había 0,88-1,12 focas por kilómetro cuadrado. Según esto, todo Saimaa hubiera estado en circunstancias adecuadas para la vida de entre 3800 a 4900 focas. En el año 1893, se estima que la población era de 1300 individuos, lo cual no sobrepasó a la capacidad de tolerancia.
La población de focas de Saimaa se sigue, anualmente, contando la parte inferior de los nidos de nieve a fines de invierno. Los investigadores del Servicio Forestal además cuentan con la colaboración muchos voluntarios. La población de focas de Saimaa se calcula en tierra, pues debido a su dispersión no se puede contar desde el aire, como se determinan otras poblaciones de focas. El éxito del cálculo depende de las condiciones del hielo.
| Año  | Saimaa Norte | Haukivesi | Pihlajavesi | Saimaa Sur | Total |
| 2011 | 12           | 20        | 29          | 18         | 79    |
| 2016 | 18           | 29        | 35          | 29         | 111   |
| 2018 | 18           | 25        | 34          | 32         | 109   |
| 2019 | 17           | 23        | 38          | 35         | 113   |

#### Nacimientos y muertes
A principios de la década de 2000, se estima que el número de hembras en edad fértil variaba de 60 a 80 individuos. En 2009, el número de hembras sanas fue de 72 individuos, y se estimó que su número aumentó a 95 en 2015. En el siglo XXI, nacían 50-60 crías cada año, con la excepción del bajo número de crías en el año 2009, cuando el número de cachorros fue de 44. Después de 2015, el número de crías aumentó a más de 80 por el crecimiento de las hembras en edad materna.
La foca de Saimaa puede vivir más de 30 años, pero su primer año de vida es crítico. Casi el 70 por ciento muere en el primer año de su vida. Entre 1980 y 2010, se encontraron 474 focas muertas en tierra, pero se estima que el número real de muertos es más del doble.
Las causas de la muerte de las focas de Saimaa se pueden dividir en cuatro categorías: mortalidad de las crías en el nido, muertes naturales de individuos mayores, mortalidad en trampas de pesca y causas desconocidas de muerte. La muerte por asfixia debida a quedar atrapadas en las trampas de pesca es la principal causa de muerte esporádicas: entre los años 1980 y 2010, 132 focas murieron en atrapadas en redes de pesca y 14 en otros tipos de trampas de pesca. 
La mortalidad de las crías se debe a varios factores. Una parte de las crías mueren antes de nacer debido a abortos o problemas de desarrollo. Algunos de los crías mueren durante el parto o algunos días después, afectados por trastornos del desarrollo o las duras condiciones ambientales, como en nacimientos sobre el hielo abierto. Otras muertes son causadas por dificultades en la lactancia o la enfermedad de la madre, así como por el colapso del nido.
|          | 1999 | 2000 | 2001 | 2002 | 2003 | 2004 | 2005 | 2006 | 2007 | 2008 | 2009 | 2010 | 2011 | 2012 | 2013 | 2014 | 2015 | 2016 | 2017 | 2018 | 2019 |
| Censado  | 41   | 53   | 49   | 52   | 49   | 63   | 40   | 40   | 27   | 50   | 43   | 57   | 52   | 58   | 60   | 58   | 48   | 79   | 78   | 78   | 69   |
| Estimado |      | 55,6 | 54,8 | 55,6 | 51   | 66   | 50,6 | 52   | 55,6 | 50,8 | 44   | 57   | 57   | 61   | 62   | 64   | 71   | 87   | 83   | 86   | 88   |
| Muertes  | 2    | 2    | 8    | 2    | 2    |      |      | 6    | 5    | 5    | 3    | 3    | 3    | 2    | 4    | 6    | 6    | 4    | 15   | 9    |      |

## Las focas y la gente

#### Caza
Después de la Edad de Hielo, las focas proporcionaron a las personas alimento y materia prima para los objetos necesarios. Se encuentra evidencia arqueológica de caza de focas en Finlandia hace 7.000-8.000 años. Algunos de los hallazgos se encuentran en el interior de las orilla de Munais-Saimaa. Las focas de Saimaa fueron consideradas una plaga durante mucho tiempo, y la Ley sueca de 1734 dio permiso a todos para matarlas.
El inspector de pesca del Gran Ducado de Finlandia, Oscar Nordqvist, escribió en el diario de pesca de 1882 un artículo titulado "La destrucción de las focas del mar Báltico, Saimaa y Ládoga", en el que presentaba la destrucción de la foca de Saimaa debido al daño causado a la pesca. Aunque Nordqvist estaba a favor de la destrucción de la foca de Saimaa, se ha mantenido en la historia de la subespecie como descriptor asignando su nombre científico.
La asociación finlandesa de pescadores decidió, luego del escrito de Nordqvist, pagar una recompensa a la caza de la foca de Saimaa, para la cual solo fue suficiente para su cobro, suministrar la mandíbula inferior de la foca al jefe de la policía rural. La caza comenzó lentamente pero, según los documentos sobre el pago de efectivo, creció silenciosamente. Debido al desarrollo de armas de fuego, la caza también se hizo efectiva. El disparo a las focas se hizo más común durante el período de guerra y luego debido a la buena disponibilidad de armas de fuego. Según estudios realizados por Eveliina Huss en su tesis de maestría, se pagaron un total de 693 recompensas entre los años 1892-1948.
La recompensa fue pagada hasta 1948, pero la caza no se detuvo hasta 1955, cuando la foca fue protegida. Sin embargo, la caza furtiva continuó hasta la década de 1980, cuando casi se detuvo por completo debido a un cambio de actitud. Además, en la década de 1960, alrededor de diez licencias de caza eran emitidas cada año por la presión de los pescadores.

#### Protección

##### Historia de la protección
El profesor Johan Axel Palmen sugirió, ya en 1905, por razones de ciencias naturales, garantizar la supervivencia del pantano de Saimaa. Sin embargo, la foca de Saimaa todavía era objeto del odio hacia los depredadores en la primera mitad del siglo XX. Pero hubo medidas proteccionistas de voluntarios ya en la década de 1920.

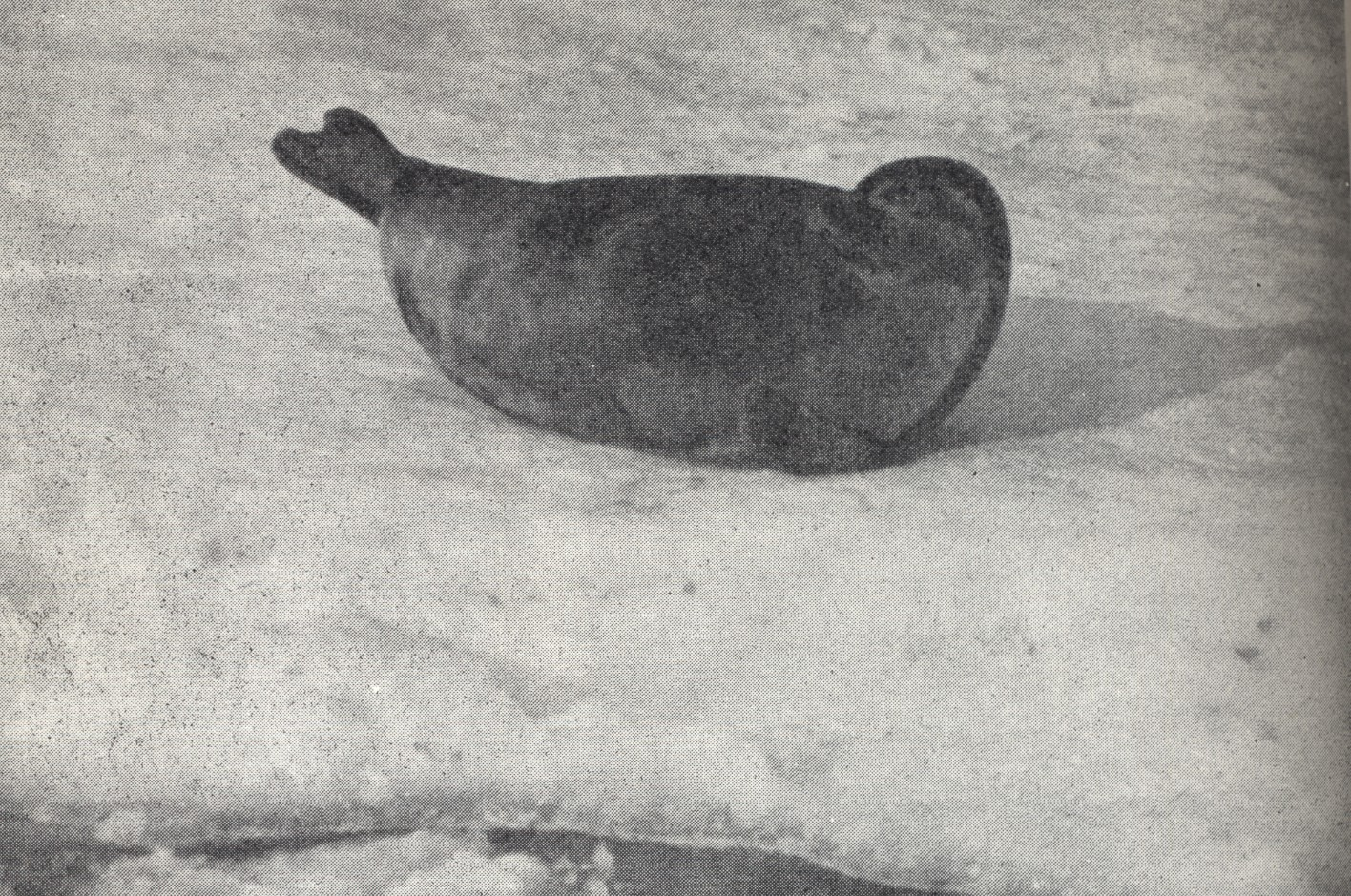
Antigua foto de la Foca Anillada por A. Pedersen - Scaneada del libro: Siivonen, Lauri (1956) Suuri nisäkäskirja, Otava

La preocupación sobre la supervivencia de la foca de Saimaa comenzó a crecer en los años 60 y 70. La población de focas cayó rápidamente a menos de la mitad respecto de la década de 1950. Las razones principales de la disminución fueron el aumento de la pesca con redes en Saimaa, la introducción del uso de resistentes redes de nailon, en las cuales las focas se enredan y ahogan, y el aumento del metilmercurio en el agua, cuya concentración en Saimaa fue anormalmente alta en los años 60 y 70.
Para garantizar la preservación de las focas de Saimaa, la Universidad de Joensuu y el Fondo finlandés de WWF establecieron protección sistemática e investigación a fines de los años setenta. Como organización de respaldo, se creó un Grupo de trabajo de WWF en Mikkeli en 1979, que estuvo en funcionamiento hasta 1996. El equipo estaba formado por investigadores, ecologistas, amantes de la naturaleza y amigos de las focas. Algunos residentes de Saimaa tenían una actitud negativa hacia las focas por creerlas un animal dañino. Se trabajó para el cambio a una atmósfera más positiva por medio de la educación, pero el factor más importante en el cambio de actitud fue la canción de Juha Vainio "Vanhojapoikia viiksekkäitä". La idea de la canción fue dada por Veikko Kilkki, un miembro del grupo de trabajo de WWF.
El Grupo de trabajo de WWF presentó un informe en 1981 a Veikko Saarli, Ministro de Transporte. Como resultado, se estableció una Comisión de Protección de Saimaa, que, entre otras cosas, desarrolló una estrategia para proteger a la foca de Saimaa. Sobre la base de las directrices adoptadas por la Comisión, el Grupo de Trabajo implementó la protección e investigación de la foca de Saimaa. Posteriormente, la responsabilidad de protección se transfirió a Metsähallitus en 1993 y la responsabilidad de la investigación de la Universidad de Joensuu.
Las principales zonas de reproducción de la cuenca de Saimaa se anexaron en 1998 a la red finlandesa Natura 2000 mediante la decisión del Gobierno principal. En el mismo año, el Ministerio de Agricultura y Silvicultura comenzó a preparar restricciones de pesca. Las primeras restricciones de caza se establecieron en Saimaa en 1999. Prohibieron las redes de pesca con alambre multifacetado. Además, se prohibieron las redes monocatenarias de hilo de más de 0,2 milímetros y se impusieron restricciones al uso de mataderos y narguiles. A partir de entonces, las restricciones se han actualizado varias veces. En 2015, se prohibió el uso de todas las redes peligrosas en el área principal de procreación durante todo el año y en primavera hubo una prohibición total de la pesca con redes del 15 de abril al 30 de junio.
La foca anillada de Saimaa es uno de los animales más amenazados en Europa occidental. La legislación actual exige una protección estricta de la foca de Saimaa, con la que Finlandia se compromete a través de acuerdos internacionales. Los parques nacionales Kolovesi y Linnansaari son las únicas áreas protegidas de Saimaa. A través de su Programa de Protección Costera, el Área de Conservación Europea Natura protegerá otras áreas clave de la vida en el futuro.

##### Protección y amenazas
El futuro de la foca de Saimaa todavía está bajo amenaza. El objetivo del programa de conservación es establecer un tamaño de población que no esté inmediatamente amenazado por la extinción. Se estima que este es alrededor de 400 individuos y 80 nacimientos. Una de las amenazas más importantes es el tamaño pequeño de la población, lo cual constituye un factor de riesgo inmediato para toda la subespecie. En una población pequeña, se enfatiza la importancia de la variabilidad al azar, y la coincidencia puede, por ejemplo, sesgar la distribución de género muy rápidamente. Una pequeña población también es susceptible a diversas epidemias de enfermedades. Aunque el lago Saimaa está aislado para otras focas, lo cual protege a la foca de Saimaa de algunas enfermedades; la actividad humana puede traer nuevas enfermedades contagiosas que pueden causar un gran daño. Hasta ahora, no se han observado muchas enfermedades generalizadas, ni tantos parásitos como en las focas del Mar Báltico o del Lago Ládoga.
Una población pequeña se expone a la endogamia, cuando una población puede perder su diversidad hereditaria todo el tiempo. Según la disertación de Mia Valtonen, la diversidad hereditaria de la foca de Saimaa es realmente baja y aún se está deteriorando.
El calentamiento climático representa una amenaza para todos los mamíferos marinos en el Ártico. Para la foca de Saimaa, puede causar problemas para construir los nidos, cuyo éxito depende en gran medida de las condiciones del hielo y la nieve. Es difícil estimar la adaptabilidad de la foca de Saimaa. Como resultado del cambio climático, los cambios bruscos en la superficie del agua pueden volverse más comunes, lo cual es un riesgo para los nidos. El riesgo se ha reducido controlando la escorrentía de Saimaa.
El hombre es el único enemigo importante de la foca de Saimaa. Relacionado con la actividad de la pesca, perece  un gran número de focas. La pesca en Saimaa es principalmente una actividad de ocio y doméstica. Especialmente, los cachorros de foca que están aprendiendo a pescar, son vulnerables a las redes, por lo que el uso de aparejos de pesca peligrosos ahora está limitado del 15 de abril al 30 de junio. Incluso aún en la década de 1980, un 70-80 por ciento de los cachorros morían en su primer año de vida atrapados en las redes. Aunque la pesca es una gran amenaza para la supervivencia de Saimaa, la caza ya no es un riesgo debido al cambio de actitud.
Las toxinas ambientales causadas por la actividad humana mataron a muchas focas de Saimaa en la década de 1970. Aunque el mercurio y otros metales pesados todavía se acumulan en Saimaa debido a las emisiones al aire, el mercurio ya no representa un riesgo para el lago Saimaa. Sin embargo, los productos químicos ambientales siguen siendo perjudiciales, ya que los compuestos orgánicos de cloro son bioacumulables y algunos sustitutos de los PCB pueden representar una nueva amenaza.
Las amenazas planteadas por las actividades de ocio son el aumento de las motos de nieve y el uso en invierno de las cabañas de verano. La foca de Saimaa es sensible al acoso, y los pasos o las vibraciones hacen que la madre que está amamantando reaccione escapando. Según los estudios de anidación, el número de madrigueras de nieve aumenta más lejos de las perturbaciones humanas. Los Parques Nacionales Saimaa son, por lo tanto, las mejores áreas de reproducción para la foca.
Según muchas estimaciones, la mayor amenaza para la extinción de la foca de Saimaa sea probablemente un cambio en el hábitat y no, por ejemplo, la endogamia. Sobre la base de varios análisis de riesgo, las medidas para proteger la foca Saimaa se encuentran en un nivel suficiente para evitar la extinción. Estas incluyen la protección de las áreas de reproducción, las restricciones de pesca y las nuevas leyes para la regulación del agua de Saimaa. Sin embargo, estos métodos deben utilizarse juntos. Los signos positivos de protección también se dan, por ejemplo, por la situación de la foca del Mar del Norte, cuya población era, a fines del siglo XIX, solo de alrededor de 100 individuos, pero gracias a medidas de protección exitosas, actualmente su número es de más de 100 000 individuos.
Los voluntarios contribuyen también a la protección y crecimiento de la población excavando montículos de nieve en las orillas del lago para que las focas habiten durante la temporada de nacimiento de los cachorros. En 2018, se produjeron más de 70 nacimientos dentro de estos montículos de apoyo.

##### Protección y Pesca
La armonización de la pesca en el lago de Saimaa y la protección de la foca de Saimaa es un problema complejo pues se relaciona con las tensiones sociales entre la conservación de una especie y la utilización de los recursos naturales. Hay solo unos 60 pescadores profesionales en Saimaa, aunque es uno de los caladeros más importantes de Finlandia. 
Aunque el número de operadores de pesca ha disminuido, el número de pescadores recreativos se ha multiplicado a fines del siglo XX y principios del 2000. Más de 400,000 pescadores recreativos pescan en el rango de la foca. Los pescadores profesionales han tenido que expandir sus áreas de captación debido a las restricciones de primavera, pero esto no siempre ha tenido éxito. Las asociaciones no necesariamente otorgan permisos a los nuevos pescadores, o los costos de captura habrían sido demasiado altos.
Sin embargo, el gran número total de pescadores recreativos no es esencial para el éxito de la protección de la foca porque a menudo pescan, por ejemplo, con cañas y canarda de gusanos, lo cual no se espera que dañe a las focas. En cambio, un pescador que pesque con redes puede afectar a la población de focas.
Según las encuestas realizadas por el Instituto de Investigación de Caza y Pesca, los pescadores en Saimaa sintieron que las limitaciones de captura tenían un impacto en la pesca. Aproximadamente el 60 por ciento de los pescadores profesionales y alrededor del 40 por ciento de los pescadores recreativos experimentaron el impacto de las restricciones. Esto ha sido particularmente experimentado por los pescadores con red. Muchos pescadores profesionales dicen que no creen en la estimación del Servicio Forestal del número de focas, ya que han informado que han visto cada vez más focas en el siglo XXI. Aproximadamente el 70% de los pescadores profesionales entrevistados en la década de 2010 querían cambiar las restricciones de pesca, y muchas personas piensan que la pesca profesional debe estar fuera de los límites.

#### Investigación
La foca de Saimaa todavía se conoce de manera inadecuada y los datos de focas marinas no pueden aplicarse completamente a las condiciones del lago.
La investigación de la foca de Saimaa se ha centrado en la Universidad del este de Finlandia, donde se han realizado investigaciones de conservación desde finales de los años setenta. También se desarrollan proyectos de investigación en el Instituto de Investigación de Caza y Pesca.
La investigación en la Universidad del este de Finlandia se ha centrado en temas que son importantes para la protección. Además, se ha realizado investigación básica sobre fisiología, morfología, comportamiento y nutrición. La investigación de conservación, a su vez, se centra en particular en la mortalidad por pesca, el cambio climático, las perturbaciones inducidas por el hombre, la diversidad genética y los problemas relevantes para el ciclo de vida de la población.